# Awa Odori

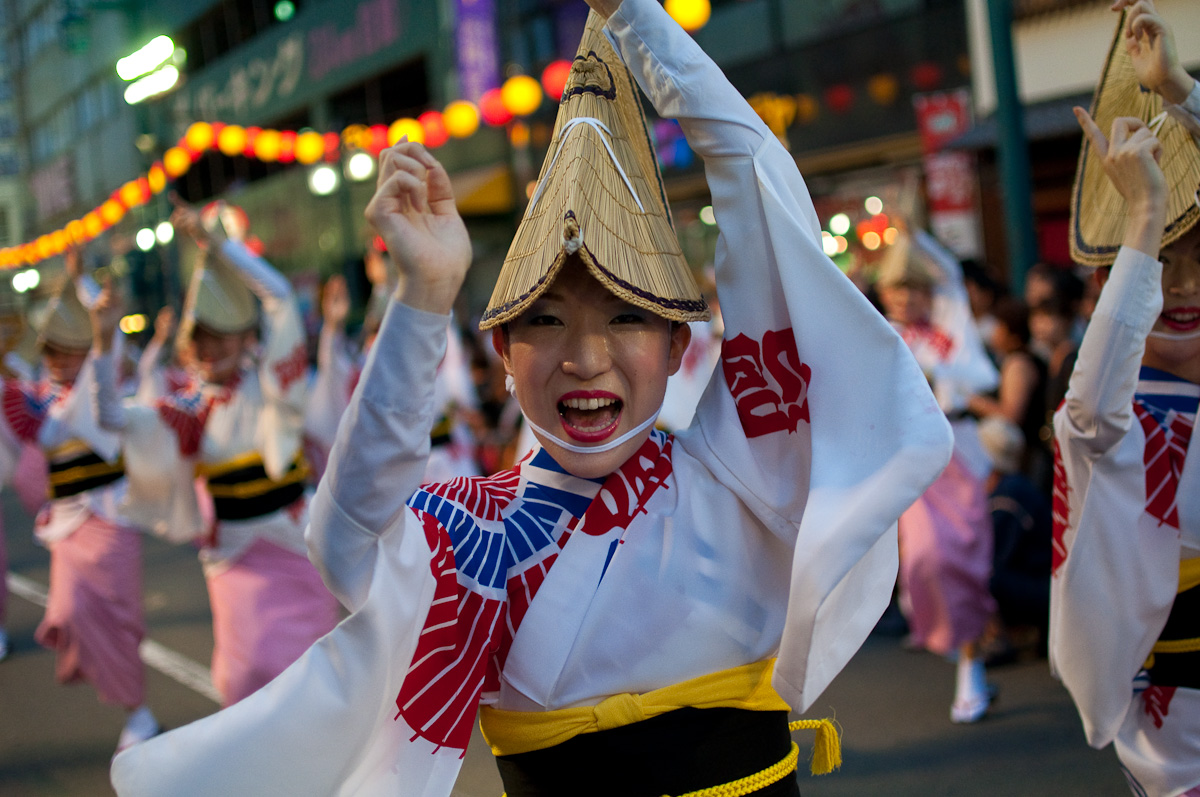
Ballerini di Awa Odori (nella prefettura di Tokushima, Shikoku)

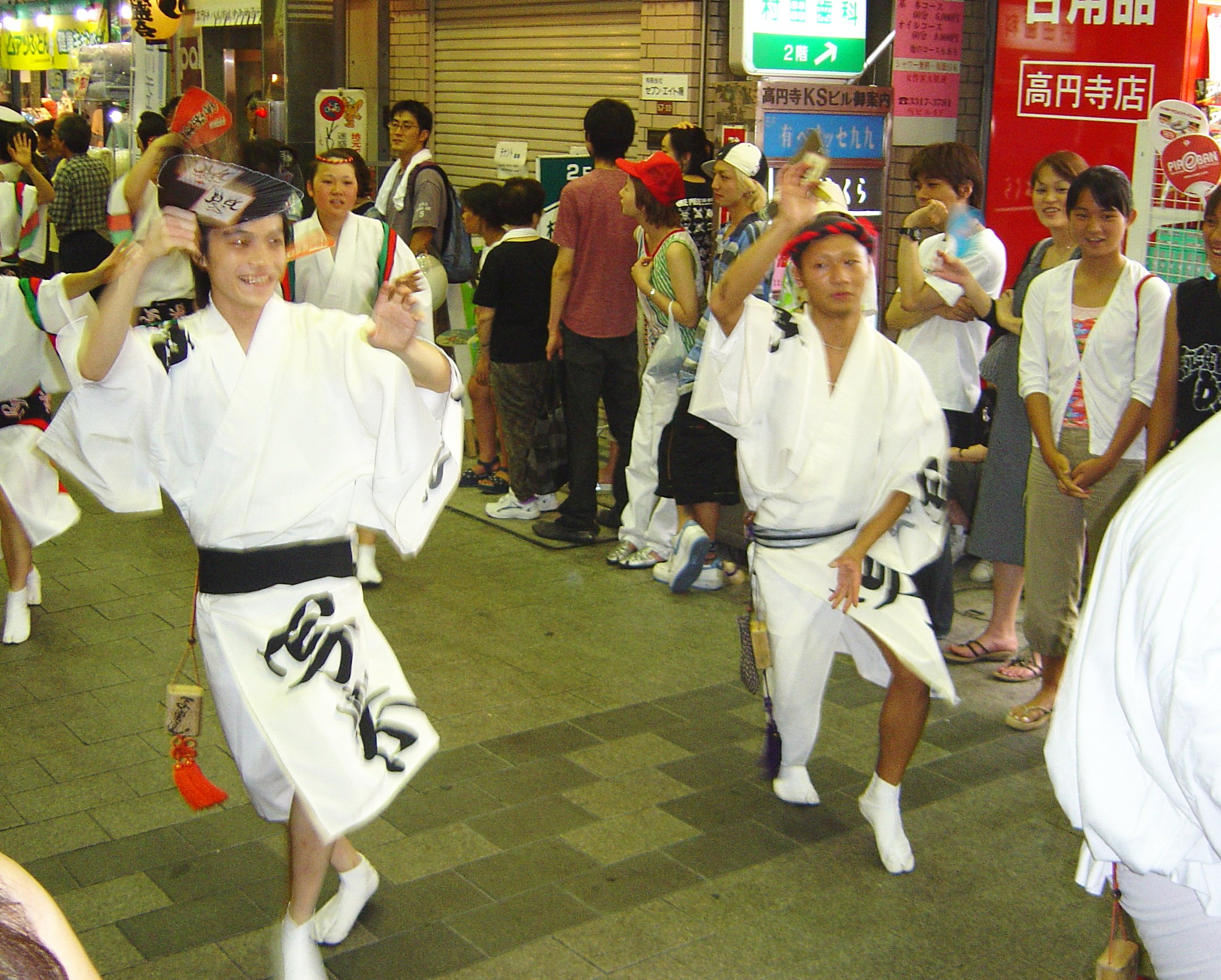
La danza dei folli (a Kōenji, Tokyo)

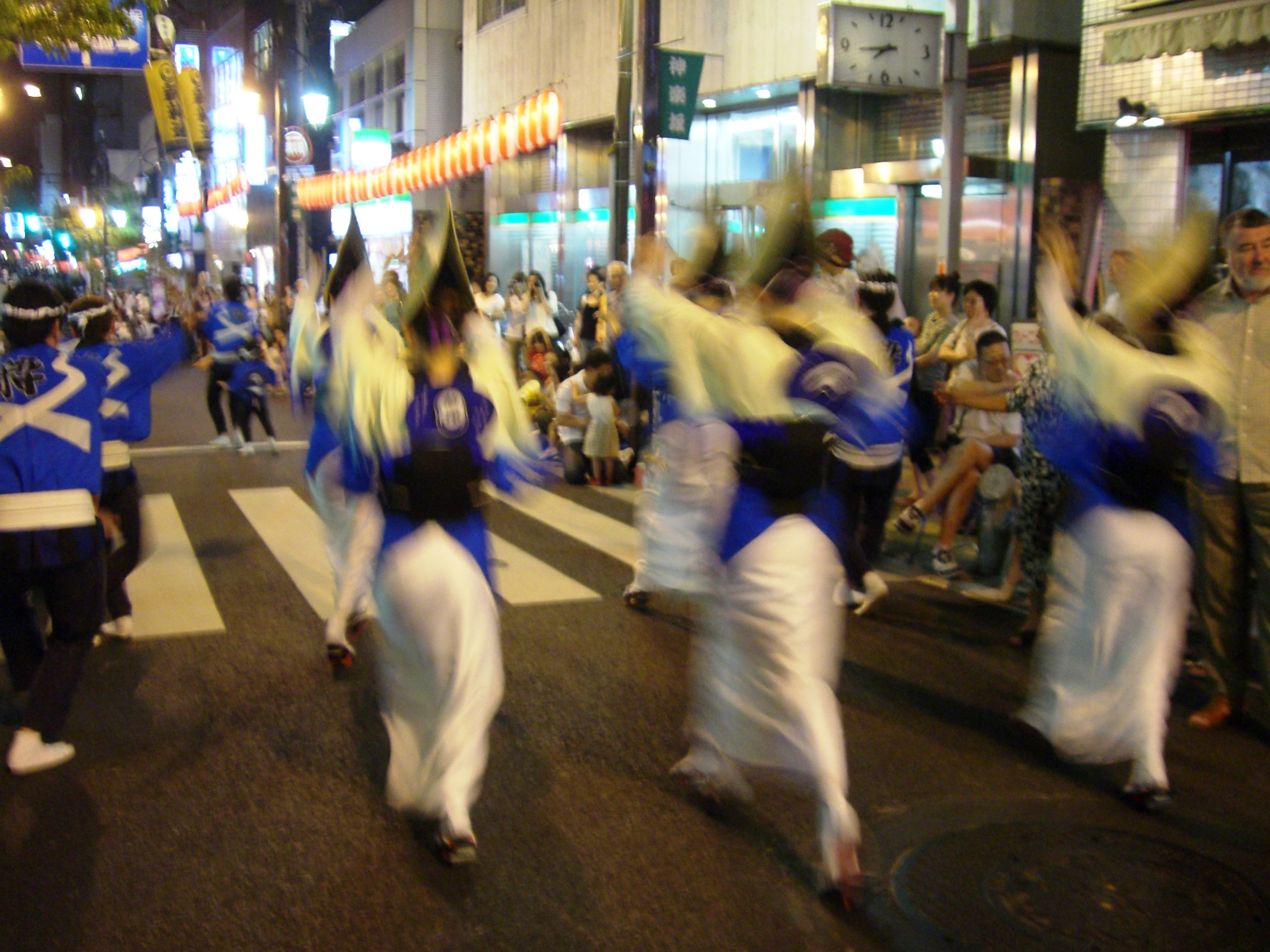
Awa Odori a Kagurazaka.

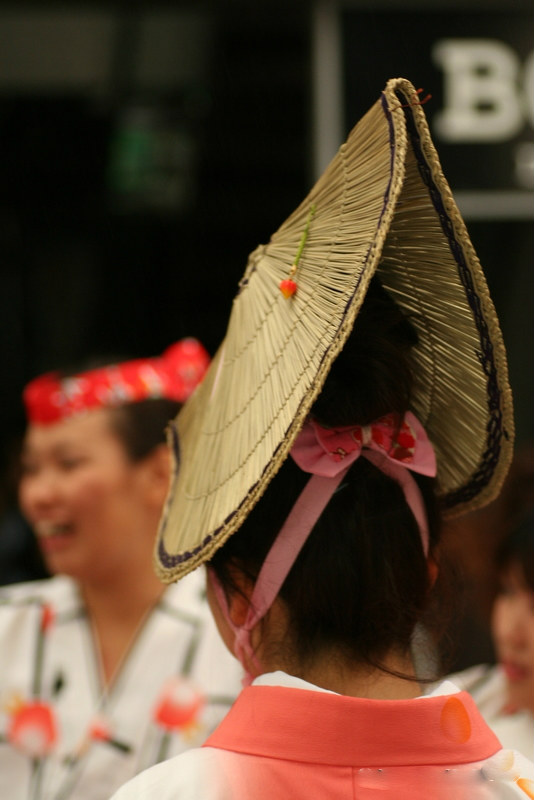
Una ballerina che indossa un cappello da amigasa a Koenji, agosto 2009

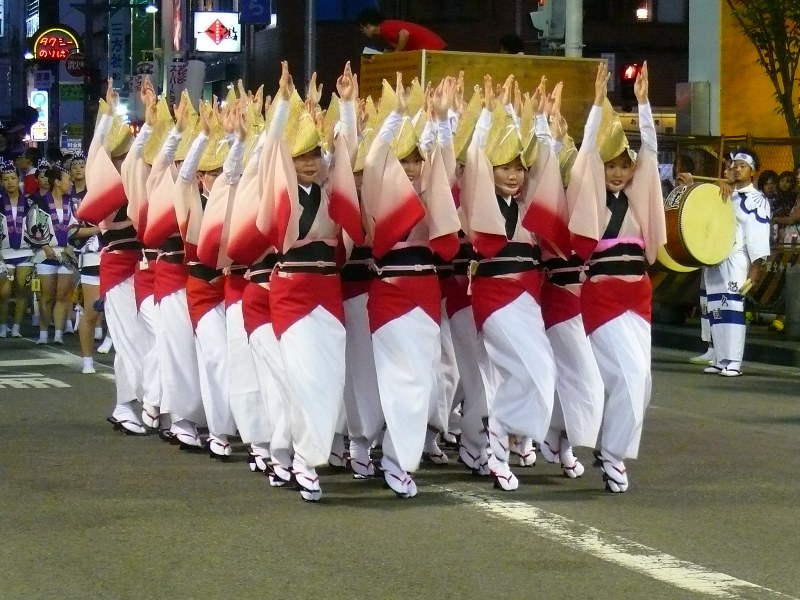
Ballerine di Awa Odori in formazione stretta (nella prefettura di Tokushima, Shikoku)

Il Festival di danza Awa (阿波踊り?, Awa Odori) si tiene dal 12 al 15 agosto come parte del Bon Festival nella prefettura di Tokushima nello Shikoku in Giappone. Awa Odori è il più grande festival di danza in Giappone, attirando oltre 1,3 milioni di turisti ogni anno.
Gruppi di ballerini e musicisti coreografi noti come ren (連) danzano per le strade, tipicamente accompagnati dal liuto shamisen, dal tamburo taiko, dal flauto shinobue e dalla campana kane. Gli artisti indossano costumi tradizionali per la danza obon, cantando mentre sfilano per le strade.
Awa è il vecchio nome dell'amministrazione feudale per la prefettura di Tokushima, e odori significa danza.

## Storia
Le prime origini di questo stile di danza si trovano nelle danze sacerdotali buddiste giapponesi di Nembutsu-odori e hiji-odori del periodo Kamakura (1185–1333), e anche nella kumi-odori, una vivace danza del raccolto che era nota per durare per diversi giorni.
Il festival Awa Odori nasce dalla tradizione del Bon Odori che viene ballato come parte del Bon Festival dei Morti, una celebrazione buddista giapponese in cui si dice che gli spiriti degli antenati defunti visitino i loro parenti viventi per alcuni giorni l'anno. Il termine Awa Odori non fu usato fino al XX secolo, ma i festeggiamenti di Bon a Tokushima sono stati famosi per la loro dimensione, esuberanza e anarchia sin dal XVI secolo.
L'esistenza indipendente dell'Awa Odori come grande festa di ballo in tutta la città si crede sia iniziata nel 1586 quando Hachisuka Iemasa, il daimyō della provincia di Awa, organizzò una celebrazione ubriaca dell'apertura del castello di Tokushima. La gente del posto, dopo aver consumato una grande quantità di sakè, cominciò a intrecciare e barcollare da ubriaca avanti e indietro. Altri raccoglievano strumenti musicali comunemente disponibili e cominciarono a suonare una semplice canzone ritmata, alla quale i festaioli inventavano i testi. I testi sono riportati nella sezione Il canto di questo articolo.
Questa versione degli eventi è supportata dai testi del primo versetto di Awa Yoshikono Bushi, una versione locale di una canzone popolare che elogia Hachisuka Iemasa per aver dato alla gente Awa Odori ed è citata nella maggior parte dei dépliant turistici e dei siti web. Tuttavia, secondo lo storico locale Miyoshi Shoichiro, questa storia è apparsa per la prima volta in un articolo del giornale Mainichi Shimbun nel 1908 e non è supportata da alcuna prova concreta. Non è chiaro se i testi delle canzoni siano stati scritti prima o dopo la pubblicazione di questo articolo.

Alcune testimonianze della storia del festival provengono da editti emanati dall'amministrazione feudale di Tokushima-han, come quella del 1671:

1. Il bon-odori può essere ballato per solo tre giorni.
2. Ai Samurai era vietato partecipare alla celebrazione pubblica. Possono danzare nei propri locali ma devono tenere le porte chiuse. Non sono consentiti litigi, discussioni o altri comportamenti scorretti.
3. La danza bon-odori è proibita in tutti i terreni del tempio.

Ciò suggerisce che nel XVII secolo, il bon-odori di Awa era ben consolidato come un evento importante, della durata di oltre tre giorni, abbastanza a lungo da costituire un grave disturbo per il normale funzionamento della città. Implica che i samurai si unirono al festival insieme ai contadini e ai mercanti, disonorando se stessi con un comportamento rissoso e sconveniente. Nel 1674 fu proibito ai ballerini o agli spettatori di portare spade (in legno o altro), pugnali o pali. Nel 1685 ai festaioli fu proibito di ballare dopo la mezzanotte e ai ballerini non fu permesso di indossare alcun rivestimento per la testa o del viso, suggerendo che ci fossero alcune serie preoccupazioni per l'ordine pubblico.
Nel periodo Meiji (1868–1912) il festival terminò mentre il commercio dell'indaco di Tokushima, che aveva finanziato il festival, crollò a causa delle importazioni di tinture chimiche più economiche. Il festival è stato rivitalizzato all'inizio del periodo Shōwa (1926) quando le autorità prefettizie di Tokushima hanno coniato per la prima volta il nome Awa Odori e l'hanno promosso come principale attrazione turistica della regione.

## Il canto

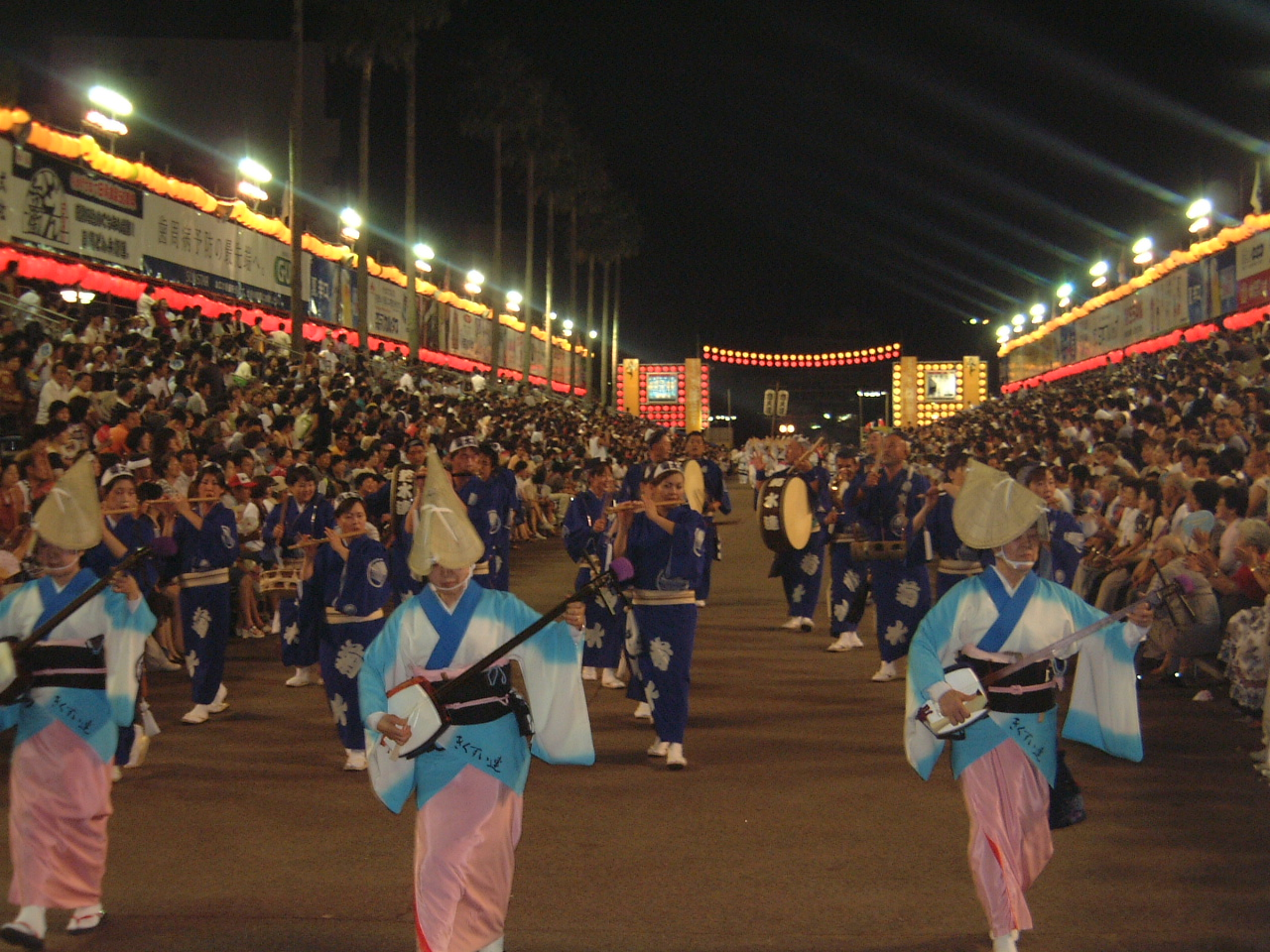
suonatrici Narimono (鳴り物, Narimono)

La canzone associata all'Awa Odori si chiama Awa Yoshikono ed è una versione localizzata della canzone popolare del periodo Edo Yoshikono Bushi. Parti di essa sono intonate e altre sono cantate. Le origini della parte melodica sono state rintracciate a Kumamoto, Kyūshū, ma la versione Awa proveniva dalla prefettura di Ibaraki, da dove si è diffusa fino a Nagoya e Kansai. I testi del primo verso sono:
Awa no tono sama Hachisuka-sama ga ima ni nokoseshi Awa OdoriCiò che il Signore Hachisuka di Awa ci ha lasciato fino ad oggi è Awa Odori
La canzone viene solitamente cantata in un punto della parata in cui i ballerini possono fermarsi ed eseguire una danza stazionaria, ad esempio un incrocio di strada o di fronte alle tribune amplificate con biglietti allestite in punti intorno alla città. Non tutti i gruppi hanno un cantante, ma i ballerini e i musicisti spesso si intromettono nel canto Awa Yoshikono mentre sfilano per le strade:
| 踊る阿呆に   | Odoru ahou ni    | I danzatori sono pazzi               |
| 見る阿呆     | Miru ahou        | Gli spettatori sono pazzi            |
| 同じ阿呆なら | Onaji ahou nara  | Entrambi sono pazzi allo stesso modo |
| 踊らな損、損 | Odorana son, son | Perché non danzate?                  |

I danzatori cantano anche hayashi kotoba chiamano e rispondo "Yattosa, yattosa", "Hayaccha yaccha", "Erai yaccha, erai yaccha", e "Yoi, yoi, yoi, yoi".  Queste chiamate non hanno significato semantico ma aiutano a incoraggiare i danzatori.

## La danza
Durante il giorno viene eseguita una danza moderata chiamata Nagashi, ma di notte i ballerini passano a una danza frenetica chiamata Zomeki. Come suggerito dai testi del canto, gli spettatori sono spesso incoraggiati a unirsi al ballo.
Uomini e donne danzano in stili diversi. Per la danza maschile: piede destro e braccio destro in avanti, toccare terra con le dita dei piedi, quindi procedere con il piede destro incrociando sulla gamba sinistra. Questo viene poi ripetuto con la gamba e il braccio sinistro. Mentre fate questo, le mani disegnano triangoli nell'aria con un colpetto dei polsi, partendo da punti diversi. Gli uomini danzano a bassa altezza, con le ginocchia rivolte verso l'esterno e le braccia tenute sopra le spalle.
La danza delle donne usa gli stessi passi fondamentali, anche se la postura è molto diversa. Il kimono restrittivo consente solo il più piccolo dei passi in avanti, ma un calcio secco dietro, e i gesti delle mani sono più sobri e aggraziati, che si protendono verso il cielo. Le donne di solito danzano in una formazione attillata, in bilico all'estremità dei loro sandali geta.
I bambini e gli adolescenti di entrambi i sessi di solito ballano la danza maschile. Negli ultimi anni, è diventato più comune vedere donne adulte, in particolare quelle di vent'anni, ballare lo stile di danza maschile.
Alcuni dei più grandi (gruppi di danza) hanno anche uno yakko odori o una danza degli aquiloni. Questo di solito coinvolge un ballerino acrobatico brillantemente vestito, che guizza avanti e indietro, girando con capriole, con coreografia freestyle. In alcune versioni, altri ballerini maschi si accovacciano formando una linea sinuosa che rappresenta la corda, e un uomo all'altro capo mima controllando l'aquilone.

## Il festival altrove
Kōenji, un'area di Tokyo, ha anche un festival di danza Awa, modellato su Tokushima, che è stato avviato nel 1956 da migranti urbani della prefettura di Tokushima. È il secondo più grande festival di danza di Awa in Giappone, con una media di 188 gruppi composti da 12.000 ballerini, attirando 1,2 milioni di visitatori.
La società di produzione giapponese Tokyo Story ha prodotto una versione di Awa Odori nel 2015 a Parigi portando ballerini dal Giappone per promuovere Awa Odori e la cultura giapponese matsuri all'estero.

## Nella cultura di massa
Awa dance è un film giapponese del 2007 con protagonista Nana Eikura. Il festival è anche protagonista del film Bizan nel 2007 con Matsushima Nanako. Anche i manifesti che rappresentano personaggi anime famosi che praticano la danza Awa vengono stampati ogni anno per il festival.